# H-ألفا

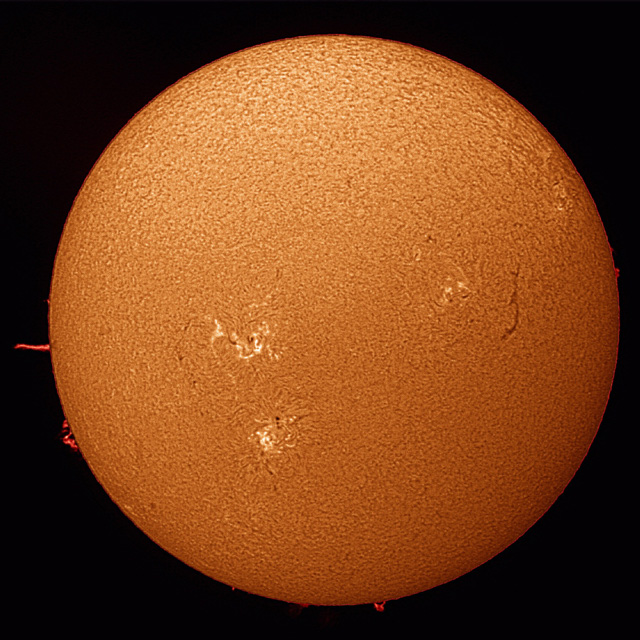
الشمس كما التقطها تلسكوب إتش-ألفا.

إتش-ألفا في الفيزياء وعلم الفلك (H-alpha أو Hα) هو أنصع خط من خطوط طيف الهيدروجين. يقع هذا الخط في نطاق اللون الأحمر من الطيف وله طول موجة 656.28 نانومتر ويساعد في رصد الشمس. وتستخدم مرشحات تداخل مثل «مرشح تداخل فابري-بيرو» بغرض السماح بهذا الخط الأحمر الطيفي فقط بالنفاذ في جهاز التصوير لتسجيل شدته. بذلك يمكن دراسة شكلية الطبقة السطحية للشمس المسماة غلاف لوني وما يحدث فيها من بقع شمسية وانفجارات شمسية.

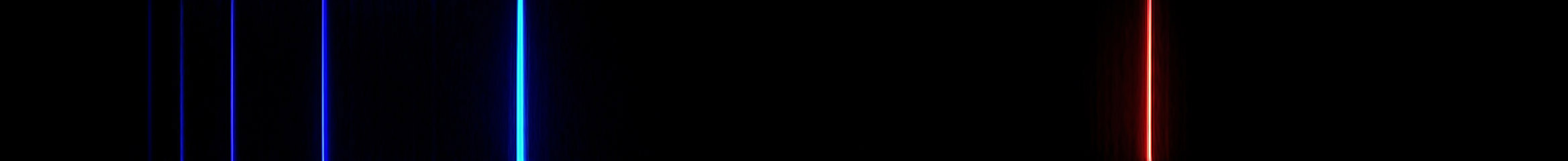
الجزء المرئي لـ خطوط طيف الهيدروجين ، وفيه الخط إتش-ألفا إلى اليمين. وتتابع خطوط الطيف الأخرى حتى خط الطيف Hζ إلى اليسار. كما يوجد خطين إلى اليسار لا يرى بالعين ولكن يمكن لعداد حساس لـ الأشعة فوق البنفسجية تصويرها.

الشكل إلى اليسار يبين خطوط طيف الهيدروجين في نطاق الضوء المرئي (توجد نطاقات خطوط أخرى لا تري بالعين في طيف الهيدروجين). هذا النطاق المرئي يسمى مجموعة خطوط بالمر وهو يشمل الخطوط بين الأحمر إلى البنفسجي. الخط الأحمر هو أشدها ويمكن تصويره بوضوح وإجراء الفحوص والتحليلات به بواسطة بسهولة في مجالات دراسة الشمس والنجوم الأخرى، وكذلك دراسة تحمعات غاز الهيدروجين في الكون.
ونظرا لأن الهيدروجين هو أكثر العناصر الموجودة في الكون يكون الرصد بواسطة مرشحات تنفذ الخط إتش-ألفا مفيدا جدا عند رصد النجوم والشمس وسحب الغازات والاجرام السماوية الأخرى.
الخط إتش-ألفا هو أشد خطوط طيف الهيدروجين لمعانا ـ تلك الخطوط مساماة على اسم مكتشفها يوهان بالمر عام 1885 فسميت مجموعة خطوط بالمر تكريما له. إلى جانب خط إتش ألفا توجد الخطوط Hβ و Hγ ...وهكذا، حيث الخط إتش-بيتا Hβ في حيز اللون الأخضر، وإتش-جاما Hγ في حيز الأزرق البنفسجي، وإتش-دلتا Hδ في حيز اللون البنفسجي من الطيف المرئي. كما توجد خطوط أخرى (Hεو Hζ و...) لا ترى بالعين اكتشفت بعد ذلك.

## طيف انبعاث

اصدار إتش ألفا: طبقا لنموذج بور لذرة الهيدروجين، تنتج مجموعة خطوط بالمر عندما يقفز الإلكترون من مستوى طاقة عالي إلى مستوي الطاقة n=2. الانتقال الموصوف هنا
ينتج الخط إتش-ألفا. وبالنسبة للهيدروجين يكون طول موجة الشعاع الصادر 656 نانومتر (أحمر).

تصدر تلك الخطوط الضوئية من ذرة الهيدروجين عندما يقفز إلكترون من مستوى طاقة عالية إلى مستوى طاقة منخفض.  “.
لهذا يسمى هذ الطيف طيف انبعاث. وبالعكس يمكن للإلكترون امتصاص شعاع، فيكون الخط مظلما (لونه أسود)، وهذا يحدث عندما يمتص إلكترون ذرة الهيدروجين الضوء الساقط بهذه الطاقة (بهذه طول الموجة) فتجعله يقفز إلى مستوى طاقة أعلى، يسمى الطيف في تلك الحالة طيف امتصاص. وفيه تظهر الخطوط سوداء.

## مرشحات ضوئية

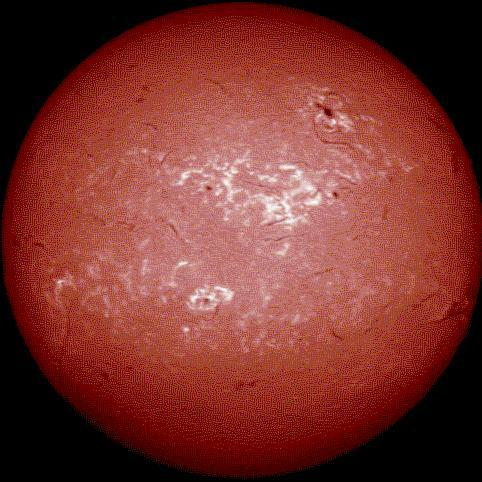
الشمس كما تري بواسطة تلسكوب بمرشح إتش-ألفا.

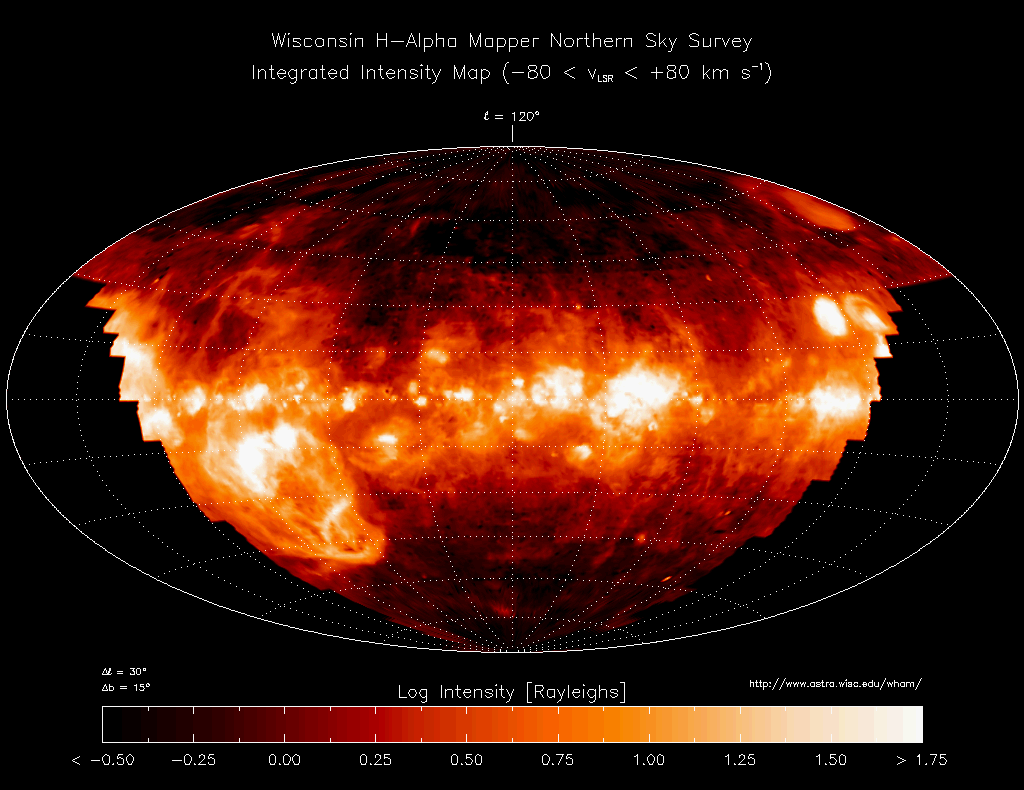
المجرة كما ترى بتلسكوب إتش-ألفا (Wisconsin H-Alpha Mapper survey).

مرشج إتش-ألفا هو مرشج ضوئي مصمم للسماح بنفاذ حيز ضيق من طول الموجة الأشعة، وهذ الحيز ينطبق على طول موجة الخط الطيفي إتش-ألفا المميز للهيدروجين. فتتميز المرشحات الضوئية بكونها تسمح بنفاذ حيز ضيق من أطوال موجة الأشعة وتقوم بذلك بقياس طول موجة الشعاع النافذ فيها. تصنع تلك المرشحات بترسيب عدد طبقات رقيقة جدا (نحو 50 طبقة) بطريقة الترسيب في الفراغ. وتحتار تلك الطبقات بغرض أن تنتج تداخل للموجات بحيث تمحو بعضها البعض وينفذ شعاع الضوء المرغوب فيه فقط.
يستخدم مرشح إتش-ألفا في الرصد الفلكي وكذلك بغرض خفض شوشرة أضواء المدن على التصوير الفلكي. ولكن عرض الحزمة الضوئية ليس ضيقا كافيا بحيث يمكن مشاهدة جو الشمس.
لرصد الشمس يجب استخدام مرشح ذو عرض محزم bandwidth ضيق. ويمكن التوصل إلى ذلك باستخدام ثلاثة أجزاء: مرشح طارد للطلقة وهو هادة يكون من الزجاج الأحمر يمتص معظم الأشعة ذات أطوال موجة غير مرغوبة، ومقياس فابري-بيرو ينفذ عدة إشعاعات تكون حول خط إتش ألفا، وخلفه مرشح ماص يحجز الأشعة ما عدا إتش-ألفا فيسمح بتمريرها. تسمح تلك المنظومة بنفاذ حيز ضيق (<0.1 نانومتر) من أطوال موجة ضوئية متمركز حول خط انبعاث إتش ألفا.
طبيعة عمل مقياس فابري-بيرو و «مرشح تداخل ديكروي» متماثلة بعض الشيء (من وجهة تداخل موجات الضوء وما يزاملها من تداخل بناء وتداخل هدام بانعكاسها بين أسطح)، ولكن يختلف التنفيذ (حيث يعتمد عمل «مرشح التداخل الديكروي» على انعكاسات داخلية في حين أن مقياس فابري-بيرو له فاصل هوائي كبير نسبيا). ونظرا للسرعات الكبيرة للظواهر التي تشاهد برصد خط إتش ألفا (الضوء الأحمر)، مثل مشاهدة انفجارات شمسية ووهج الشمس، فيمكن ضبط مقياس فابري-بيرو عن طريق تغيير درجة حرارته أو تمييله بالنسبة للأشعة الساقطة ليكي يتغلب على تأثير دوبلر المصاحب للأشعة.
توجد مرشحات إتش ألفا للهواة وهي تختص عادة بعرض حزمة بمقدار 7و0 أنجستروم (تعادل 07و0 نانومتر). وعند استخدام مقياس فابري-بيرو أيضا فهو يزيد تضييق عرض الحزمة إلى نحو 5و0 أنجستروم، وهذا يتيح فرصة مراقبة مناطق قرص الشمس بطريقة أدق.